# Muçulmano não denominacional
Muçulmanos não denominacionais (em árabe: مسلمون بلا طائفة, romanizado como Muslimūn bi-la ṭā’ifa) são muçulmanos que não pertencem, não se identificam ou não podem ser facilmente classificados sob uma das escolas e ramos islâmicos identificáveis. Tais muçulmanos não se consideram pertencentes a uma denominação, mas sim como "apenas muçulmanos" ou "muçulmanos não-denominacionais".
Enquanto a maioria da população do Oriente Médio se identifica como sunita ou xiita, um número significativo de muçulmanos se identifica como não-denominacionais. De acordo com um estudo de 2012 do Centro de Pesquisas Pew, muçulmanos que não se identificam com uma seita e se identificam como "apenas muçulmanos" constituem a maioria dos muçulmanos em oito países: Cazaquistão (74%), Albânia (65%), Quirguistão (64%), Kosovo (58%), Indonésia (56%), Mali (55%), Bósnia e Herzegovina (54%) e Uzbequistão (54%), e uma pluralidade em quatro países: Azerbaijão (45%), Rússia (45%), Nigéria (42%) e Camarões (40%). Eles são encontrados principalmente na Ásia Central. O Cazaquistão possui a maior proporção de muçulmanos que não se identificam com algum grupo, que constituem cerca de 74% da população muçulmana.O sudeste da Europa também tem um grande número de muçulmanos que não se identificam com uma seita.
As controvérsias sectárias têm uma longa e complexa história no Islã e têm sido exploradas e amplificadas por governantes para fins políticos. No entanto, a noção de unidade muçulmana permaneceu um ideal importante e, nos tempos modernos, intelectuais têm falado contra divisões sectárias. Pesquisas relataram que grandes proporções de muçulmanos em algumas partes do mundo se auto-identificam como "apenas muçulmanos" ou "somente muçulmanos", embora haja pouca análise publicada disponível sobre as motivações subjacentes a essa resposta.

## Etimologia

### Muçulmanos não-sectários
Muçulmanos que não aderem a uma seita também são conhecidos como muçulmanos não-sectários.

### Não-madhhabi
A descrição não-madhhabi pode ser usada, por exemplo, em relação aos estudos islâmicos em instituições educacionais que não estão limitadas a um madhhab ou escola particular de jurisprudência. Para muçulmanos não-denominacionais, o Pew usa a descrição "escolhe não se filiar", enquanto autoridades russas usam o termo "Muçulmanos Não-Afilados" para aqueles que não pertencem a nenhum ramo ou denominação. Ao contrário de sunitas, xiitas e ibaditas, os muçulmanos não-denominacionais não estão afiliados a nenhuma escola de pensamento (madhhab).

### Ghayr Muqallid
O termo ghair-muqallid, ou seja, "não-seguidor cego", pode ser usado para descrever os adeptos de movimentos como o salafismo e Ahl-e-Hadith, que não necessariamente seguem as decisões de um madhhab tradicional específico, mas se identificam como muçulmanos sunitas.

## Visão Geral

### História do sectarismo
Após a morte do profeta islâmico Maomé, surgiram duas visões conflitantes sobre quem deveria sucedê-lo como líder da comunidade muçulmana. Alguns muçulmanos, que acreditavam que Maomé nunca nomeou claramente seu sucessor, recorreram à tradição árabe de eleger seu líder por meio de um conselho de membros influentes da comunidade. Outros acreditavam que Maomé havia escolhido seu primo e genro Ali ibn Abi Talib para sucedê-lo. Essa discordância resultou eventualmente em uma guerra civil que opôs os apoiadores de Ali aos apoiadores do fundador da dinastia Umayyad, Mu'awiyah ibn Abi Sufyan, e esses dois campos evoluíram posteriormente para as denominações sunita e xiita. Para os xiitas, Ali e os Imames que o sucederam gradualmente se tornaram a encarnação da orientação contínua de Deus, e tendiam a enfatizar as funções religiosas do califado e a deplorar seus compromissos políticos; os sunitas eram mais inclinados a circunscrever seu papel religioso e aceitavam mais prontamente suas dimensões pragmáticas. À medida que essas diferenças se tornaram cada vez mais investidas de importância religiosa, deram origem a duas formas distintas de Islã.
Uma suposição é que os sunitas representam o Islã como existia antes das divisões e devem ser considerados normativos ou padrão. Essa percepção se deve em parte à dependência de fontes altamente ideológicas que foram aceitas como obras históricas confiáveis, e também porque a vasta maioria da população é sunita. Tanto o Sunismo quanto o Xiismo são produtos finais de vários séculos de competição entre ideologias. Ambas as seitas usaram uma à outra para cimentar ainda mais suas próprias identidades e divisões.
Durante o período Umayyad, muitos conversos não-árabes (mawali) e suas seitas e escolas tendiam a estar dispostos a se juntar a causas anti-Umayyad. Tanto estudiosos sunitas quanto xiitas mantiveram pontos de vista anti-Umayyad, principalmente em relação a Yazid ibn Mu'awiyah.
No início da era moderna, o conflito entre xiitas e sunitas piorou quando as dinastias safávida e otomana transformaram o conflito militar entre elas em uma guerra religiosa depois que os safávidas tornaram o Islã xiita a religião oficial em seu império. Durante essa era, alguns sunitas e xiitas começaram pela primeira vez a se recusar a se reconhecerem como muçulmanos. O sectarismo continuou a ser explorado para benefícios políticos até os tempos modernos. Um exemplo disso foi o regime de Zia no Paquistão, que usou as divisões sectárias entre sunitas e xiitas para combater a crescente influência geopolítica do Irã, além de distrair dos problemas políticos domésticos. Os governos pós-Zia no Paquistão continuaram a "manipular cinicamente os conflitos sectários para ganhos políticos de curto prazo."

### Desenvolvimento e pensamento
Condenando a tendência historicamente prevalente de imitar cegamente líderes religiosos, o revolucionário pan-islamista Jamal al-Din al-Afghani recusou-se a se identificar com uma seita ou imã específico, insistindo que era apenas um muçulmano e um estudioso. Defensor da unidade muçulmana, ele criticou os extremistas sunitas e xiitas, bem como a ideologia do nacionalismo, insistindo que o Islã era doutrinariamente a única nacionalidade para todos os muçulmanos e historicamente o único vínculo que efetivamente os unia.
O Islã originalmente trouxe um igualitarismo radical para uma sociedade tribal feroz, dentro da qual o status de uma pessoa era baseado em sua filiação tribal. O Alcorão colocou todos os indivíduos crentes como iguais, apagando a importância do status tribal. A identidade primária dos "muçulmanos" tornou-se simplesmente "muçulmano", em vez de membro de uma tribo, etnia ou gênero. O conceito corânico da ummah depende desse conceito unificado de uma comunidade islâmica, e foi apelado novamente no século XIX, como resposta ao colonialismo pelas potências europeias. Um dos estudiosos muçulmanos que liderou a ênfase na unidade muçulmana foi Muhammad Iqbal, cujas opiniões foram referidas como "umáticas". Iqbal se referiu enfaticamente ao sectarismo como um "ídolo" que precisava ser "destruído para sempre". Ele é citado como tendo afirmado: "Condeno este sectarismo maldito religioso e social, não existem wahhabis, xiitas ou sunitas. Não lutem por interpretações da verdade quando a própria verdade está em perigo." No final de sua vida, Iqbal começou a transcender o domínio estreito de causas nacionalistas e começou a falar para os muçulmanos espalhados pelo mundo, encorajando-os a se unificar como uma única comunidade.
A influência de Iqbal sobre Jinnah, o fundador do Paquistão, também é bem documentada. Jinnah, que nasceu em uma família Ismaili xiita e brevemente se converteu ao Islã sunita quando jovem, e seu funeral foi liderado pelo estudioso sunita Shabir Ahmad Usmani. Jinnah se descreveu publicamente como nem xiita nem sunita, sua resposta padrão a perguntas sobre sua seita sendo: "o Profeta Muhammad era xiita ou sunita?"
Outros intelectuais que falaram contra o sectarismo durante essa era foram Altaf Hussain Hali, que culpou o sectarismo pelo declínio dos muçulmanos, o Aga Khan III, que o citou como um obstáculo ao progresso, e Muhammad Akram Khan, que disse que o sectarismo drenava as capacidades intelectuais dos estudiosos muçulmanos.
Em 1947, o movimento não-sectário Jama'ah al-Taqrib bayna al-Madhahib al-Islamiyyah foi fundado no Cairo, Egito. Vários de seus apoiadores eram estudiosos de alto escalão da Universidade de Alazar. O movimento buscava aproximar sunitas e xiitas. No final da década de 1950, o movimento alcançou um público mais amplo, à medida que o presidente egípcio Gamal Abdel Nasser descobriu a utilidade do pan-islamismo para sua política externa.
Os muçulmanos não-denominacionais também podem defender sua posição apontando para o Alcorão, como o verso de Al Imran 103, que pede aos muçulmanos que permaneçam unidos e não se dividam. No Paquistão, o sectarismo é citado como um obstáculo para a unificação da lei islâmica: "A codificação das leis islâmicas relacionadas à família e à propriedade com base no conceito de Talfiq também deve ser considerada. Isso exigirá uma forte opinião pública a favor desta unificação da lei islâmica em uma base não-sectária, já que nenhuma mudança pode ser considerada permanente a menos que tenha o pleno apoio do público."

### Academia
Existem escolas confessionais e programas de graduação com currículos que foram descritos como orientados para o Islã não-denominacional. Muçulmanos não-denominacionais foram adotados por alguns governos teocráticos em seu conjunto de pan-islamismo como um meio de combater o partidarismo irracional e o takfirismo. Algumas editoras acadêmicas atribuíram um título próprio aos muçulmanos sem filiação sectária específica, capitalizando a designação como "apenas um muçulmano". Os costumes e rituais praticados por muçulmanos não-denominacionais no norte da Nigéria têm estatisticamente mais chances de serem inclinados ao sunismo. Em outras jurisdições, alguns funcionários aplicaram uma instrução religiosa obrigatória que supostamente dá aos alunos uma perspectiva não-denominacional na tentativa de parecer pluralista, mas na prática, isso não acontece.

### Dispersões
Muçulmanos nascidos no Ocidente têm mais probabilidade de não estar afiliados do que os muçulmanos imigrantes, e quando pressionados podem sugerir que tentam seguir os textos religiosos islâmicos "o mais fielmente possível". Embora o Pew tenha fornecido números abrangentes sobre muçulmanos sem um ramo ou afiliação especificados, pesquisas anteriores a 2006 também foram feitas pelo CAIR. Alguns editores e autores categorizaram esses muçulmanos não especificados como estando dentro da corrente liberal ou progressista da fé. Muçulmanos não-denominacionais sahelianos têm demonstrado aversão a medidas religiosas austeras. No entanto, muçulmanos não-denominacionais em uma localidade na Índia sugeriram expressamente que o Islã não-denominacional é mais tradicional do que o que consideram como o movimento deobandi mais puritano e reformista.
Embora alguns muçulmanos não-denominacionais tenham chegado à sua posição influenciados por seus pais, outros chegaram a essa posição independentemente e apesar de seus pais. Alguns muçulmanos não-denominacionais leigos exibem hostilidade à noção de que o Islã está dividido nas subdivisões binárias de sunitas e xiitas, apagando assim o espaço para os muçulmanos não-denominacionais não afiliados.
O Islã não-denominacional foi descrito como uma abordagem genérica ou comum à fé. Alguns adeptos da forma não-denominacional de Islã percebem isso como menos julgador ou censurador. Alguns muçulmanos não-denominacionais consideram sua posição não afiliada como um escudo contra o risco de se tornarem súditos dóceis e submissos de clérigos dominadores. Segundo o Conselho Muçulmano da América, facetas ocorrendo entre os muçulmanos não-denominacionais do ponto de vista prático incluem falta de conveniência organizacional ou porta-vozes, e em termos de preceitos, uma abordagem universal ou inclusiva a todas as escolas de pensamento. Segundo o MCA, os muçulmanos não-denominacionais também desvalorizam a opinião dos estudiosos, vendo-os como não vinculativos, rejeitam as leis de blasfêmia ou riddah dentro do Islã, e defendem a implementação da dignidade humana, liberdade de expressão e intelecto humano de acordo com as circunstâncias e situações em mudança, como o discernimento entre o presente e o século VII na Arábia. Também retrataram os muçulmanos não-denominacionais como tendo uma posição teológica que favorece a autodeterminação, o intelecto humano, a dignidade humana, um nível proporcional de igualitarismo entre as diversas religiões e gêneros, e a adaptação às circunstâncias em mudança. Apesar de às vezes indicar que aqueles que se identificam como apenas um muçulmano podem constituir até um quarto dos muçulmanos, instituições mais estabelecidas podem expressar hostilidade a essa abordagem flexível à fé devido à sua capacidade de fomentar atitudes que pedem a eliminação do clero islâmico.

### Contexto
Em 2017, havia 144 salas de oração não-denominacionais e outros locais de culto no Reino Unido, abertos a todas as denominações. Isso representava 7,4% do total de mesquitas e salas de oração islâmicas no Reino Unido. 99% delas forneciam instalações para mulheres, como espaço para oração, banheiros ou espaços para ablução. Em 2013, havia 156 salas de oração e locais de culto muçulmanos não-denominacionais no Reino Unido, embora, segundo Mehmood Naqshbandi, a congregação não necessariamente siga os mesmos pontos de vista da equipe. Isso representava 3,5% da capacidade total das mesquitas e 9,4% do número total de mesquitas e salas de oração islâmicas no Reino Unido. Aqueles que são muçulmanos não-denominacionais viram o termo adotado ou adeptos coalescendo com uma ampla variedade de persuasões, incluindo revivalistas muçulmanos (conhecidos como mujaddids), salafistas, membros ativos da Irmandade Muçulmana, aqueles que criticam a visão tradicional muçulmana sobre a homossexualidade ou o Colégio Ansar-ud-Din, descrito como uma "instituição muçulmana não-denominacional" em Ota, estado de Ogun, Nigéria, onde na década de 1950, todas as prateleiras relacionadas ao Islã estavam abastecidas com livros afiliados exclusivamente à Ahmadiyya ou de orientalistas ocidentais, mesmo que ahmadiyya seja considerada herética em países como Índia, Paquistão e Indonésia.

## Pesquisas
De acordo com um estudo Pew de 2012, muçulmanos que não se identificam com uma seita e se identificam como "apenas muçulmanos" compõem a maioria dos muçulmanos em oito países: Cazaquistão (74%), Albânia (65%), Quirguistão (64%), Kosovo (58%), Indonésia (56%), Mali (55%), Bósnia e Herzegovina (54%) e Uzbequistão (54%), e uma pluralidade em quatro países: Azerbaijão (45%), Rússia (45%), Nigéria (42%) e Camarões (40%). Eles são encontrados principalmente na Ásia Central. O Cazaquistão possui a maior proporção de muçulmanos que não se identificam com uma seita, representando cerca de 74% da população muçulmana. De acordo com o WorldAtlas, 30% dos marroquinos são muçulmanos não-denominacionais. Embora a maioria da população do Oriente Médio se identifique como sunita ou xiita, um número significativo de muçulmanos se identifica como não-denominacional. O sudeste da Europa também tem um grande número de muçulmanos que não se identificam com algum grupo.

## Comentários
Esse fenômeno ganhou impulso no século XX, podendo coincidir com os preceitos ortodoxos sunitas, apesar de os adeptos não aderirem a nenhum madhab específico. Em um comentário alusivo ao verso 53 da Surata Al-Muʼminun do Alcorão, Abdullah Yusuf Ali afirma:
"As pessoas que começaram a negociar com os nomes dos profetas cortaram aquela unidade e formaram seitas; e cada seita se regozija em sua própria doutrina estreita, em vez de adotar o ensinamento universal da unidade de Allah. Mas essa confusão sectária é feita pelo homem. Ela durará por um tempo, mas os raios da verdade e da unidade finalmente a dissiparão. Riqueza mundana, poder e influência podem ser apenas testes. Que seus possuidores não pensem que são coisas que necessariamente lhes trarão felicidade."

## Organizações
- Jama'ah al-Taqrib bayna al-Madhahib al-Islamiyyah: um movimento não-sectário fundado no Cairo, Egito, em 1947.[69] No final da década de 1950, o movimento alcançou um público mais amplo, à medida que o presidente egípcio Gamal Abdel Nasser descobriu a utilidade do pan-islamismo para sua política externa.[70]
- Tolu-e-Islam: inspirada nos princípios da filosofia de Muhammad Iqbal, liderada por Ghulam Ahmed Pervez, Tolu-e-Islam é uma organização baseada no Paquistão.[71] Ela não se filia a nenhum partido político ou seita religiosa. Seu objetivo é disseminar os princípios do Alcorão, com o objetivo de promover um ressurgimento do Islã.[71]
- Mesquita do Povo: um movimento muçulmano não-denominacional online que busca se distinguir contrastando seus próprios princípios com os dos muçulmanos políticos ultraconservadores.[2][72]
- Mesquita Central de Cambridge: é um local de culto não-denominacional.[73]
- Colégio Ansar-ud-Din: colégio islâmico no estado de Ogun, Nigéria.[61]

## Muçulmanos não-denominacionais famosos
- Muhammad Iqbal
- Jamal ad-Din al-Afghani

### Outras religiões:
- Judaísmo não-denominacional
- Cristianismo não-denominacional
- Ecumenismo
- Unitário-Universalismo